# Disney Cinemagic
Disney Cinemagic var en tv-kanal, som først blev vist i Storbritannien marts 2006. Senere har den også haft debut i Frankrig, Spanien og seneste i Portugal. Disney Cinemagic har erstattet Toon Disney i hvert eneste land.